# アマミタカチホヘビ
アマミタカチホヘビ（Achalinus werneri）は、有鱗目タカチホヘビ科タカチホヘビ属に分類されるヘビ。

## 分布
日本（奄美大島、枝手久島、沖縄島、加計呂麻島、渡嘉敷島、徳之島）固有種

## 形態
全長20-55センチメートル。頭胴長24-42センチメートル。尾は非常に細長い。胴体中央部の斜めに列になった背面の鱗の数（体鱗列数）は23（まれに21）。背面を覆う鱗（体鱗）には筋状の隆起（キール）が発達する。背面の色彩は黒褐色や暗褐色で、正中線に沿って黒い縦縞が入る。腹面の色彩は黄色。
オスの総排出口までの腹面を覆う幅の広い鱗の数（腹板数）は157-171、総排出口より後部の腹面を覆う鱗の数（尾下板数）は90-98。メスの腹板数は174-191、尾下板数は67-85。

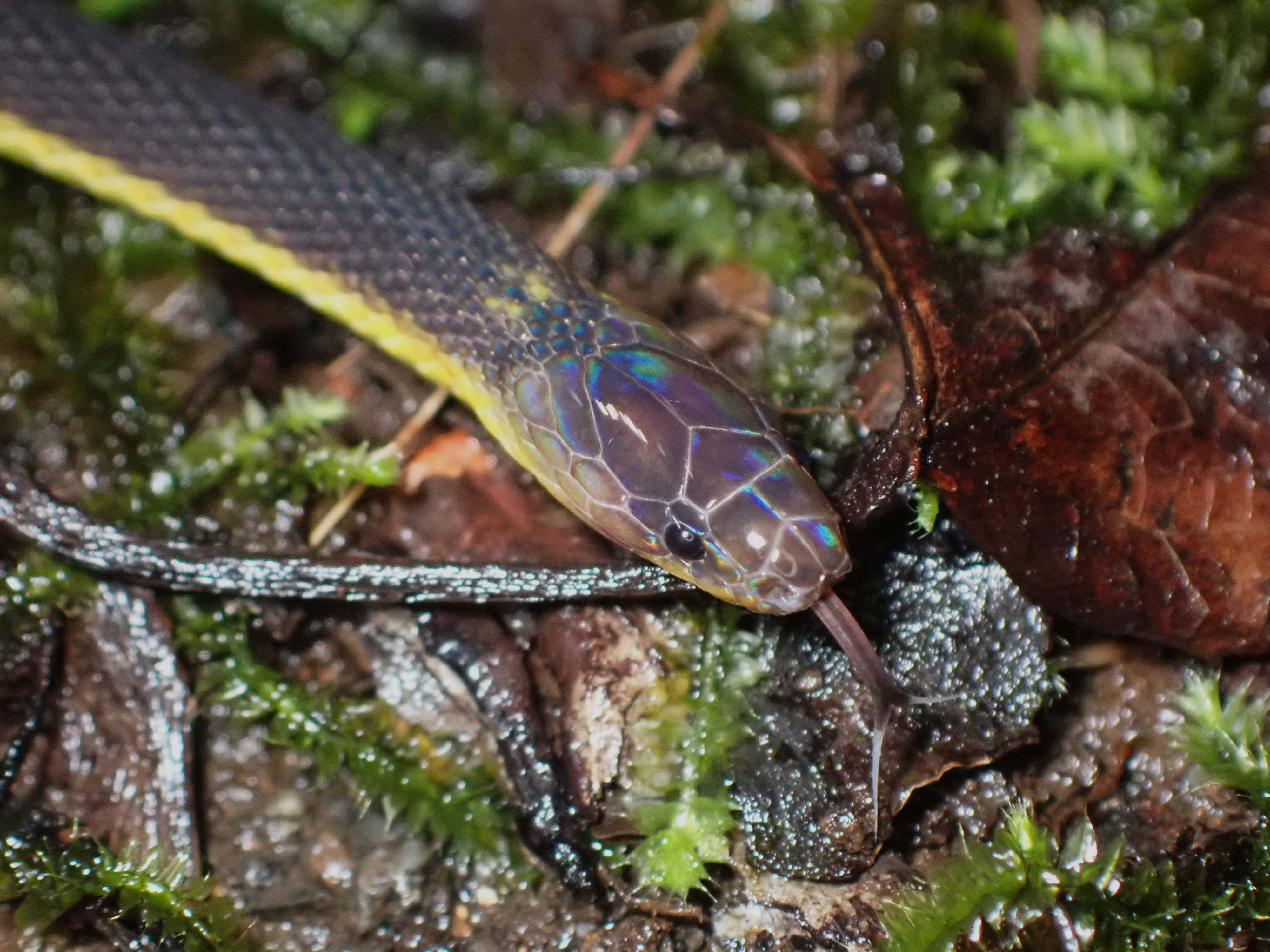
顔のアップ

## 生態
森林や水辺の草原、農耕地などに生息する。地中棲。夜行性で、昼間は倒木や石の下、地中などで休む。
食性は動物食で、ミミズを食べる。
繁殖形態は卵生。4-5月に1回に2-6個の卵を産む。

## 人間との関係
開発による生息地の破壊、道路および道路脇の側溝による生息地の分断などにより生息数は減少している。
準絶滅危惧（NT）（環境省レッドリスト）